# Aeroporto Internazionale di Roatán-Juan Manuel Gálvez
L'Aeroporto Internazionale di Roatán-Juan Manuel Galvez, noto come Aeroporto di Roatán, è un aeroporto situato sull'isola di Roatán in Honduras, a 3 km di distanza dal centro dell'abitato di Roatán. La struttura è dotata di una pista di asfalto parallela al mare lunga 2090 m, l'altitudine è di 6 m, l'orientamento della pista è RWY 07-25. L'aeroporto è aperto al traffico commerciale internazionale ed è intitolata a Juan Manuel Galvez, Presidente dell'Honduras dal 1949 al 1954.
Il primo volo fu nel 1964 quando un Cessna 206 operato dalla Aeroservicios atterrò per primo sulla pista di terra battuta del piccolo campo di volo.
L'attuale aeroporto è stato costruito nel 1995 da un consorzio di aziende spagnole su disposizione del 1993 del Governo dell'Honduras.
Compagnie aeree e destinazioni:
AeroCaribe de Honduras La Ceiba
Aerolineas Sosa Guatemala City,La Ceiba,San Pedro Sula,Tegucigalpa
Air Transat Montréal/Trudeau.Stagionale: Toronto/Pearson.
American Airlines Dallas/Fort Wort, Miami.
Avianca 
operato da Taca Regional San Salvador.
Avianca San Pedro Sula, Tegucigalpa.
CM Airlines  San Pedro Sula, Tegucigalpa.
Delta Air Lines Atlanta.
Easy Sky  La Ceiba, San Pedro Sula, Tegucigalpa.
Lanhsa La Ceiba.
Sunwing Airlines Stagionale: Montréal/Trudeau, Toronto/Pearson.
Transportes 
Aereos                   Guatemala City(via San Pedro Sula).
Guatemaltecos 
Tropic Air Belize City.
United Airlines Houston/Intercontinental.Stagionale: Newark.

## Statistiche
Questo grafico non è disponibile a causa di un problema tecnico.
Si prega di non rimuoverlo.
Vedi la query Wikidata di origine.